# 三叉戟月坑

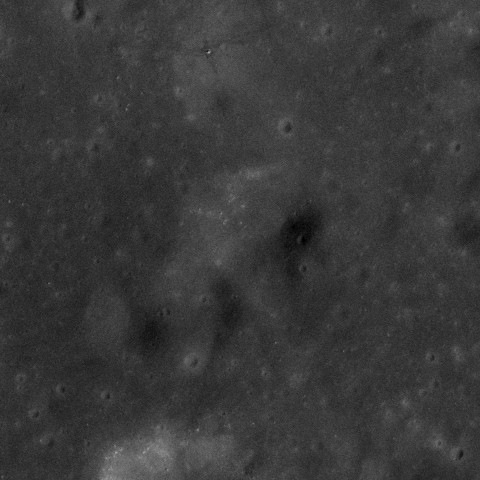
阿波罗17号全景相机照片，注意阿波罗17号的“挑战者”登月舱在照片中上方处仅显示为一个细微的亮点。

三叉戟月坑（Trident）是月球表面一处地质特征，一座位于陶拉斯-利特罗谷中的陨石坑。1972年阿波罗17号任务期间，宇航员尤金·塞尔南和哈里森·施密特就降落在它的北侧约300米处。在第一次舱外活动期间，宇航员们曾驾驶月球车沿着它的东侧边缘行驶。
三叉戟月坑的南面是鲍威尔月坑、西面是卡米洛特月坑和霍雷肖月坑，在它的东面则是歇洛克月坑。
三叉戟月坑是一座三重叠坑，由于它的外观形状，被宇航员命名为三叉戟月坑。